# Wciągająca Szczelina
Wciągająca Szczelina – jaskinia w Dolinie Miętusiej w Tatrach Zachodnich. Wejście do niej znajduje się we wschodnim zboczu Doliny Litworowej na wysokości 1704 metrów n.p.m. Długość jaskini wynosi 7 metrów, a jej deniwelacja 3 metry, 

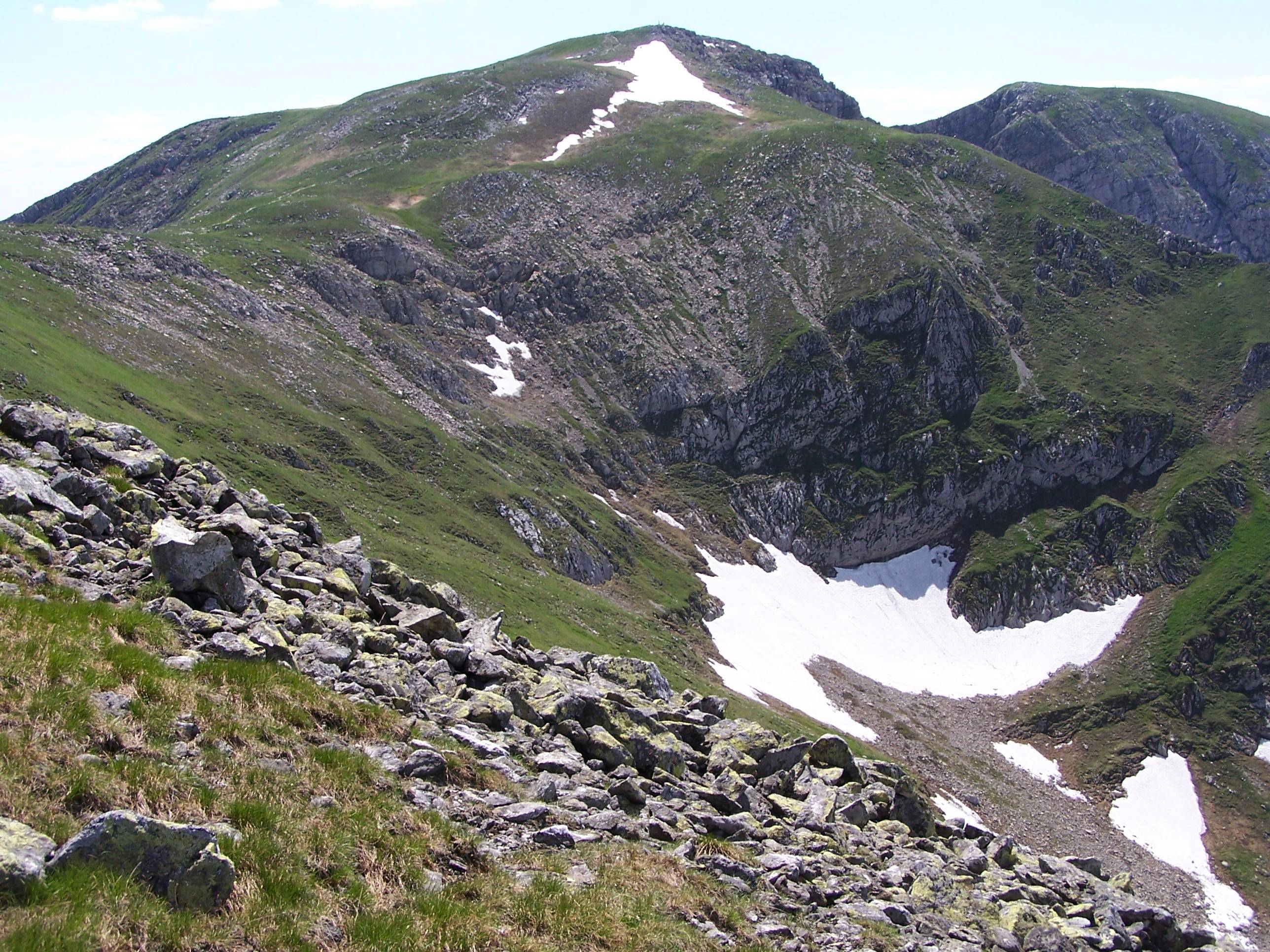
Dolina Litworowa i jej wschodnie zbocze

## Opis jaskini
Jaskinię stanowi niewielka sala do której schodzi się przez 2-metrowy próg zaczynający się w małym otworze wejściowym. Jej dnem jest szczelina nie do przejścia. Z sali odchodzi krótki i wąski korytarzyk również zakończony szczeliną. Jaskinia ma charakter zawaliskowy, Ściany i dno sali obsuwają się w głąb szczeliny.

## Przyroda
W jaskini brak jest nacieków. Na ścianach rosną mchy, glony i porosty.

## Historia odkryć
Jaskinia była znana od dawna jako niewielka 1,5-metrowa nyża. W trakcie sporządzania jej planu i opisu w 1998 roku przez I. Luty i R. Cygana ściany i dno obsunęły się tworząc zawaliskową salę.